# Criptosporidiosi
La criptosporidiosi è una malattia infettiva diarroica causata da protozoi del genere Cryptosporidium, a sua volta appartenente al subphylum degli Apicomplexa.
Nel 1993 a Milwaukee, nel Wisconsin, oltre 400 000 persone furono colpite dall'infezione nell'ambito di una delle più grandi epidemie di criptosporidiosi mai registrate. Sebbene manchino informazioni precise, si stima che circa il 3,5% della popolazione europea diffonda le spore di Cryptosporidium nell'ambiente esterno, solitamente in condizioni di portatore sano.
L'obbligo di denuncia all'autorità sanitaria di un caso di criptosporidiosi è presente solo in alcuni Stati: ad esempio, è previsto in Germania, mentre non sussiste in Austria.

## Clinica

### Segni e sintomi
La trasmissione avviene per via orale, attraverso l'ingestione di cibo o di acqua potabile contaminati dai protozoi patogeni. È possibile anche il contagio tramite animali domestici o animali da fattoria infetti nonché da persona a persona (trasmissione interumana).
Le persone colpite soffrono di diarrea profusa, accompagnata da coliche addominali e febbre non elevata. Nelle persone altrimenti sane, la malattia si risolve spontaneamente dopo circa una settimana, generando un'immunità permanente nell'individuo. Se la malattia colpisce persone immunodepresse o in età neonatale, il suo decorso può essere molto più lungo e può portare a complicanze di vario genere.
La forma sintomatica della malattia è rara nelle persone con sistema immunitario normale, ma in pazienti con immunodeficienza (ad esempio gli individui affetti da AIDS) l'incidenza della malattia è molto più alta.

### Diagnosi
Finora sono state rilevate diciannove specie diverse di Cryptosporidium patogene per l'essere umano. Tuttavia, il 95% dei casi di criptosporidiosi è dovuto da Cryptosporidium hominis o da Cryptosporidium parvum; risultano talvolta patogeni anche Cryptosporidium meleagridis, Cryptosporidium felis e Cryptosporidium canis.
Le oocisti di questi protozoi possono essere rilevate alla coprocoltura utilizzando vari metodi di colorazione (ad esempio la colorazione di Ziehl-Neelsen modificata). È anche possibile il rilevamento del microrganismo mediante immunofluorescenza, oppure il rivelamento di alcuni suoi antigeni mediante un apposto test ELISA.

## Trattamento
Ci si avvale di una terapia sintomatica che prevede la reidratazione attraverso l'infusione di liquidi per via endovenosa e, in caso di diarrea grave e persistente, la somministrazione di loperamide o, in alternativa, di laudano e di octreotide. La terapia antiparassitaria viene effettuata con paromomicina o albendazolo; in alternativa possono essere somministrati azitromicina o nitazoxanide.